# Светличный, Иван Алексеевич
Ива́н Алексе́евич Светли́чный (укр. Іва́н Олексі́йович Світли́чний; 1929—1992) — украинский поэт, литературовед, правозащитник. Старший брат правозащитницы Надежды Светличной (1936—2006).

## Биография
Родился 20 сентября 1929 года в селе Половинкино (ныне Старобельский район, Луганская область, Украина). Окончил филологический факультет Харьковского университета (1952) и аспирантуру при отделе теории литературы Института литературы АН УССР. В 1957—1963 годах — научный сотрудник Института литературы имени Т. Г. Шевченко и Института философии АН УССР. Работал в литературном журнале «Днепр», редактором Украинского общества охраны природы.
В 1965 году арестован, через несколько месяцев отпущен. Вторично арестован 13 января 1972 года, приговорён к 7 годам колонии строгого режима и 5 годам лет ссылки по обвинению в антисоветской пропаганде и агитации. До 1983 года — политзаключённый, отбывал срок в колониях ВС-389/35, ВС-389/36 и ВС-389/37 (Пермская область). Затем жил в Киеве.
Выступал с критическими и публицистическими статьями. Перевёл с французского языка на украинский многие стихотворения П. Беранже, ряд произведений П. Ронсара, Ж. Лафонтена, Леконта де Лиля, Ш. Бодлера, П. Верлена, П. Элюара, среди других переводческих работ Светличного — стихи Ц. Норвида и Д. Максимович, а также переложение «Слова о полку Игореве». Выпустил несколько книг стихов.
Похоронен на Байковом кладбище.

## Награды и премии
- Государственная премия Украины имени Тараса Шевченко (1994 — посмертно) — за сборник избранных стихотворений и статей «Сердце для пуль и для рифм» (укр. Серце для куль і для рим)
- Премия Василия Стуса (1989)[1]